# Basilica di Santa Lucia a Mare

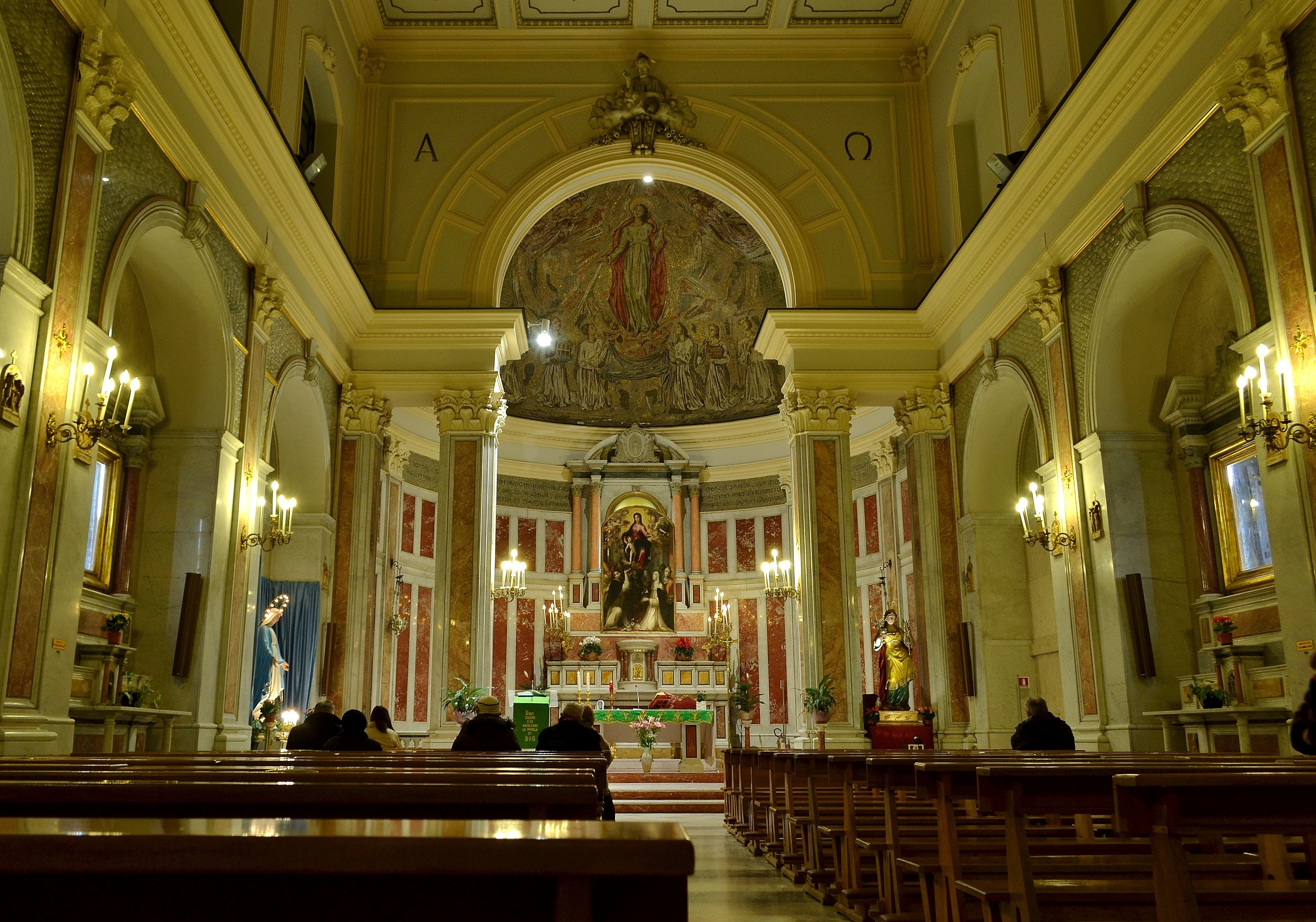
L'interno

La basilica pontificia minore del santuario di Santa Lucia a Mare è una chiesa monumentale di Napoli, costituita a parrocchia ed in pari tempo avente dignità di santuario e, più recentemente, decretata basilica minore. La basilica-santuario sorge nel rione di Santa Lucia, all'interno del centro storico di Napoli. Da sempre meta di pellegrinaggi, è stata eretta a parrocchia nella seconda metà del '700 e, nella seconda metà del '900, elevata a santuario diocesano dedicato al culto popolare di santa Lucia. Amministrativamente la parrocchia è compresa nel terzo decanato dell'arcidiocesi di Napoli.

## Storia
La chiesa è così chiamata perché un tempo, prima dell'espansione a mare del Borgo, sorgeva sulla riva della spiaggia.
La tradizione vuole che sia stata fondata da una nipote dell'imperatore Costantino ma della chiesa originaria non si hanno notizie prima del IX secolo.
I primi ad occuparla furono i monaci basiliani, che avevano un convento sul vicino isolotto di Megaride, dov'è oggi Castel dell'Ovo. In seguito la chiesa passò alle suore di santa Patrizia, ramo femminile del medesimo ordine.
Nel 1588, la badessa Eusebia Minadoa, fece rimaneggiare buona parte dell'edificio.
Nel 1845, la risistemazione della strada del Chiatamone - il cui livello venne rialzato - provocò l'interramento della chiesa cinquecentesca, sulla quale venne costruito l'attuale tempio; questo fu bombardato nel 1943 e ricostruito nell'immediato dopoguerra, secondo l'impianto della chiesa del XIX secolo.
Nel 1957 la chiesa venne visitata da un celebre pellegrino: Totò, afflitto da un grave disturbo alla vista che gli impediva di lavorare; dopo alcuni mesi di cure, gli occhi migliorarono tanto da permettere all'attore di tornare a recitare davanti alla macchina da presa.

## Opere
Sull'altare maggiore vi è una pregevole statua settecentesca di Nicola Fumo che raffigura santa Lucia.
Nella cantoria fa bella mostra di sé una tavola del Rosario di Teodoro d'Errico (1588).
Nell'ufficio della parrocchia vi è un dipinto di Gioacchino Toma, raffigurante il ritratto del sacerdote Luigi Villani.
Le altre opere, medioevali e non, sono andate distrutte durante l'ultimo conflitto.